# GP-25
De GP-25 Kostjor ('Vreugdevuur'), GP-30 Oboevka ('Schoentje') (Russisch: ГП-30, Гранатомёт Подствольный, Granatomjot Podstvolnij), GP-34 en de BG-15 Moecha ('Vlieg') zijn Russische granaatwerpers voor de AK-47 en daarvan afgeleide varianten als de AK-74. De eerste ontworpen versie was de BG-15 en werd geplaatst onder de loop van een AK-47. De meest geproduceerde versie was de GP-25, deze heeft een ander richtsysteem dan de BG-15. De nieuwste versie is de GP-34, met onder andere verbeterde beveiliging.